# Auspicia
Gli Auspicia (plurale dal latino auspicium), secondo la religione romana,  sono divinazioni tratte dall'osservazione di fenomeni considerati divini.

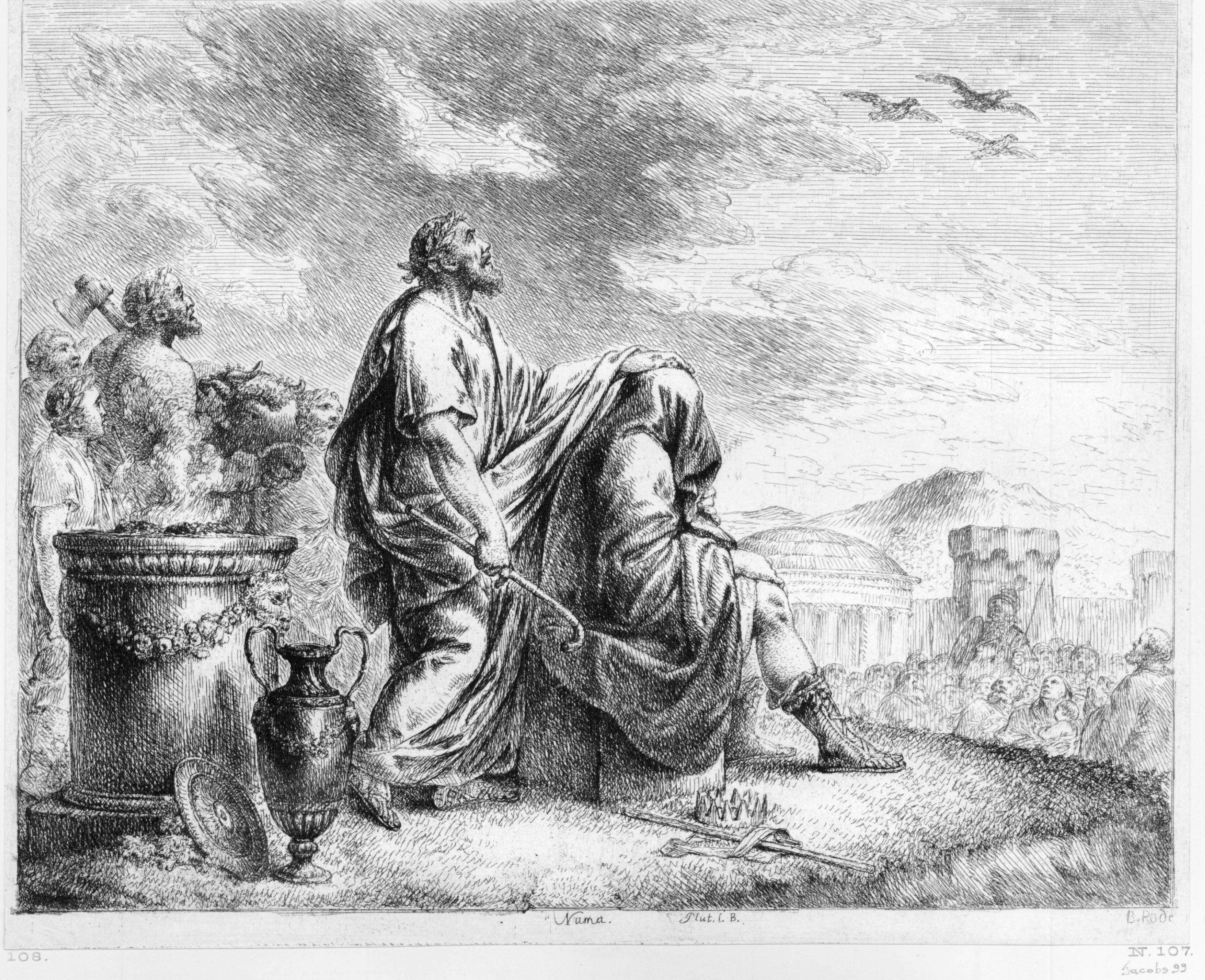
Un augure consulta la volontà degli Dei osservando gli auspicia del volo degli uccelli, prima di scoprire il capo di Numa Pompilio per dichiararlo re.

## Storia
Nati come divinazioni tratte dall'augure dall'osservazione del volo degli uccelli, acquisite dagli Etruschi, nel tempo sono state tratte da altri tipi di osservazioni.
Tenuti in gran conto durante l'epoca Monarchica e per lungo tempo anche durante quella Repubblicana, gli Auspicia con il tempo andarono perdendo il loro carattere religioso, acquisendo quello di atto tradizionale, tanto che verso la fine della Repubblica, accadeva che gli auguri fossero pagati per trarre presagi positivi.

## Tipi diauspicia

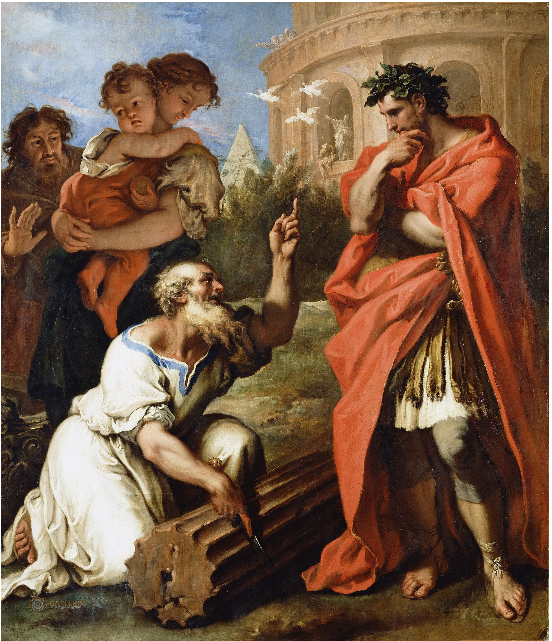
Atto Navio trae auspicia dal volo degli uccelli su consulto di Tarquinio Prisco (dipinto di Sebastiano Ricci, 1690)

Presso i romani esistevano cinque diversi tipi di auspici.

### Ex avibus(dagli uccelli)
Anche se gli auspici spesso erano di questo tipo, non tutti gli uccelli del cielo erano considerati come portatori della volontà degli Dei. C'erano due classi di uccelli: gli Oscines, che esprimevano la volontà degli dei attraverso il loro canto, e gli Alites, che esprimevano gli auspici attraverso il volo. A seconda del movimento degli uccelli, del loro numero e da altri fattori, un augure tracciava dei segni immaginari nel cielo e poi li riportava, proiettandoli, sul pavimento, creando una specie di mappa.
Legata agli auspici, è la molto nota leggenda riguardante Romolo e la fondazione di Roma.

### Ex caelo
Questo auspicio, una particolare forma di aeromanzia, comportava l'osservazione di tuoni e fulmini e spesso è stato visto come l'auspicio più importante.  Ogni volta che un augure riferiva che Giove aveva mandato giù tuoni e fulmini, non si potevano tenere i comitia.
I Romani consideravano come segno favorevole il lampo che balenava nel cielo da sinistra a destra, e sfavorevole il lampo che scorreva da destra a sinistra.

### Ex tripudiis
Questi auspici erano legati alle abitudini alimentari dei polli e generalmente sono stati utilizzati durante le spedizioni militari. I polli erano tenuti in una gabbia sotto la cura del pullarius; questi, quando doveva trarre gli auspici, liberava i volatili ai quali veniva lanciato qualche forma di pane. Se i polli si rifiutavano di uscire dalle gabbie o di mangiare, se battevano le ali o volavano via, l'auspicio era considerato sfavorevole.

### Ex quadrupedibus(da quadrupedi)
Questi auspici, che non venivano utilizzati nelle funzioni pubbliche, venivano tratti dal cammino di un quadrupede, una volpe, lupo, cavallo, o un cane, che attraversava il percorso di una persona.

### Ex diris(da presagi)
A questa categoria di auspici apparteneva ogni altro evento o avvenimento che non rientra nelle altre categorie. Potevano essere accadimenti accidentali, come uno starnuto o un inciampo, che poteva essere preso come un segno degli Dei da interpretare.

## Esempi diauspicia
- Ascanio, figlio di Enea, trasse auspici favorevoli, nella forma di un lampo che scorreva da sinistra a destra, prima di scendere in battaglia contro Mezenzio.[5]
- La versione più accettata della Fondazione di Roma si basa sugli auspici tratti da Romolo e Remo dal volo degli uccelli per decidere chi tra loro sarebbe stato il primo Re di Roma.[6][7][8]
- Romolo accettò la nomina solo dopo aver preso gli auspici favorevoli del volere degli dei, che si manifestò con un lampo che balenò da sinistra verso destra.[9]

- Marco Valerio Corvo ebbe un segno da un corvo che si appollaiò sulla galea contro il nemico gallo di proporzioni gigantesche, quando iniziò il combattimento il corvo di levò sulle sue ali e si gettò con il rostro e gli artigli contro gli occhi del nemico, aiutando il tribuno a vincere. Battuto l'enorme gallo, la vittoria arrise ai romani.[10]

A retaggio o eredità delle tradizioni passate, da questi auspicia è nata la leggenda dei "giorni della merla", con le sue molteplici varianti; oppure troviamo ancora viva la leggenda dei "corvi della Torre di Londra".